# William Moerner
William Esco Moerner (também conhecido como W. E. Moerner; Pleasanton, Califórnia, 24 de junho de 1953) é um físico e químico estadunidense. Em 8 de outubro de 2014 foi laureado juntamente com Eric Betzig e Stefan Hell com o Nobel de Química pelo desenvolvimento da microscopia de fluorescência de alta definição.
Moerner obteve um B.S. em física, um B.S. em engenharia elétrica e um A.B. em matemática na Universidade Washington em St. Louis em 1975. Em seguida obteve um M.S. em 1978 e um Ph.D. em física em 1982 na Universidade Cornell. De 1981 a 1995 foi pesquisador da IBM. Em seguida foi até 1998 professor da Universidade da Califórnia em San Diego.
Moerner é desde 1998 Professor e em 2002 Professor da Cátedra Harry S. Mosher de química da Universidade Stanford. Sua área de pesquisa é físico-química, biofísica e nanofotônica. Graças a suas pesquisas foi possível localizar e estudar a espectroscopia de moléculas individuais por fluorescência em corpos sólidos.
Recebeu em 1984 o Roger I. Wilkinson National Outstanding Young Electrical Engineer Award e em 2001 o Earle K. Plyler Prize da American Physical Society. É fellow da American Physical Society, Optical Society of America, Associação Americana para o Avanço da Ciência, Academia de Artes e Ciências dos Estados Unidos e desde 2007 membro da Academia Nacional de Ciências dos Estados Unidos. Recebeu em 2008 o Prêmio Wolf de Química, em 2009 o Prêmio Irving Langmuir e em 2013 o Prêmio Peter Debye.

## Publicações selecionadas
- com L. Kador: Optical detection and spectroscopy of single molecules in a solid, Phys. Rev. Lett., Band 62, 1989, S. 2535
- com Michael Orrit: Illuminating single molecules in condensed matter, Science, Band 283, 1999, S. 1670-1676
- com Th. Basché, M. Orrit, H. Talon: Photon antibunching in the fluorescence of a single dye molecule trapped in a solid, Phys. Rev. Lett., Band 69, 1992, S. 1516
- com S. M. Silence: Polymeric photorefractive materials, Chemical reviews, Band 94, 1994, S. 127-155
- com Stephen Ducharme, J. C. Scott, R. J. Twieg: Observation of the photorefractive effect in a polymer,  Phys. Rev. Lett., Band 66, 1991, S. 1846
- com P. Yeh: Introduction to Photorefractive Nonlinear Optics, Physics Today, Heft 3, 2008, S. 89-98
- com Brahim Lounis: Single photons on demand from a single molecule at room temperature, Nature, Band 407, 2000, S. 491-493